# Sebaris palpalis
Sebaris palpalis är en skalbaggsart som beskrevs av François Louis Nompar de Caumont de Laporte 1840. Sebaris palpalis ingår i släktet Sebaris och familjen Melolonthidae. Inga underarter finns listade i Catalogue of Life.